# Hebius bitaeniatus
Hebius bitaeniatus (двосмугий вуж) — вид змій родини полозових (Colubridae). Мешкає в Південно-Східній Азії.

## Поширення й екологія
Двосмугі вужі мешкають у китайській провінції Юньнань, а також на півночі М'янми, Таїланду і В'єтнаму. Вони живуть у гірських субтропічних лісах, на висоті від 1829 до 2377 м над рівнем моря. Живляться земноводними і рибою.